# Przy Ostaszach
Przy Ostaszach est un village de Pologne, situé dans la gmina de Boćki, dans le Powiat de Bielsk Podlaski, dans la voïvodie de Podlachie.

## Source
- (en) Cet article est partiellement ou en totalité issu de l’article de Wikipédia en anglais intitulé « Przy Ostaszach » (voir la liste des auteurs).